# Filmografia de Rita Hayworth
Rita Hayworth (1918–1987) foi uma atriz, dançarina e produtora estadunidense. Alcançou a fama durante a década de 1940, como uma das principais estrelas da época, aparecendo em 61 filmes ao longo de 37 anos.  A imprensa cunhou o termo "A Deusa do Amor" para descrever Hayworth depois que ela se tornou a ídolo mais glamourosa das telas, na década de 1940. Ela foi a maior garota pin-up para os militares durante a Segunda Guerra Mundial.

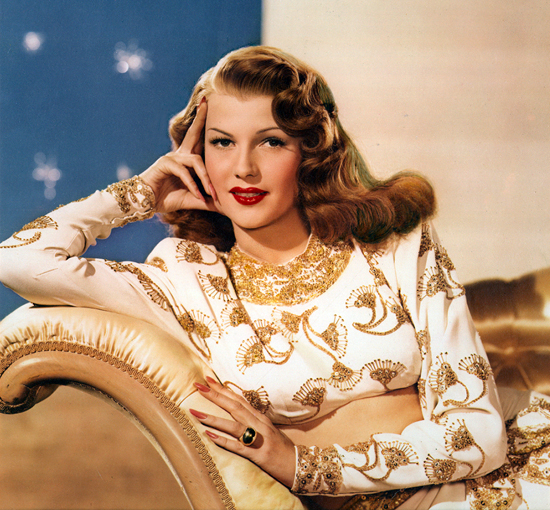
Hayworth no set de "Gilda", em foto publicada na revista Screenland, junho de 1946.

Hayworth é talvez mais conhecida por sua atuação no filme noir "Gilda", de 1946, ao lado de Glenn Ford, no qual ela interpretou uma femme fatale  em seu primeiro grande papel dramático. Ela também é conhecida por suas atuações em "Paraíso Infernal" (1939), "Uma Loira com Açúcar" (1941), "Sangue e Areia" (1941), "A Dama de Xangai" (1947), "Meus Dois Carinhos" (1957), e "Vidas Separadas" (1958). Fred Astaire, com quem fez dois filmes, "Ao Compasso do Amor", de 1941, e "Bonita Como Nunca" (1942), uma vez a chamou de sua parceira de dança favorita. Também estrelou o musical technicolor "Modelos" (1944), com Gene Kelly. Ela está listada como uma das 25 maiores estrelas femininas de todos os tempos na lista do AFI das 50 maiores lendas do cinema, pesquisa feita pelo Instituto Americano de Cinema.
Os títulos em português referem-se a exibições no Brasil.

## Cinema

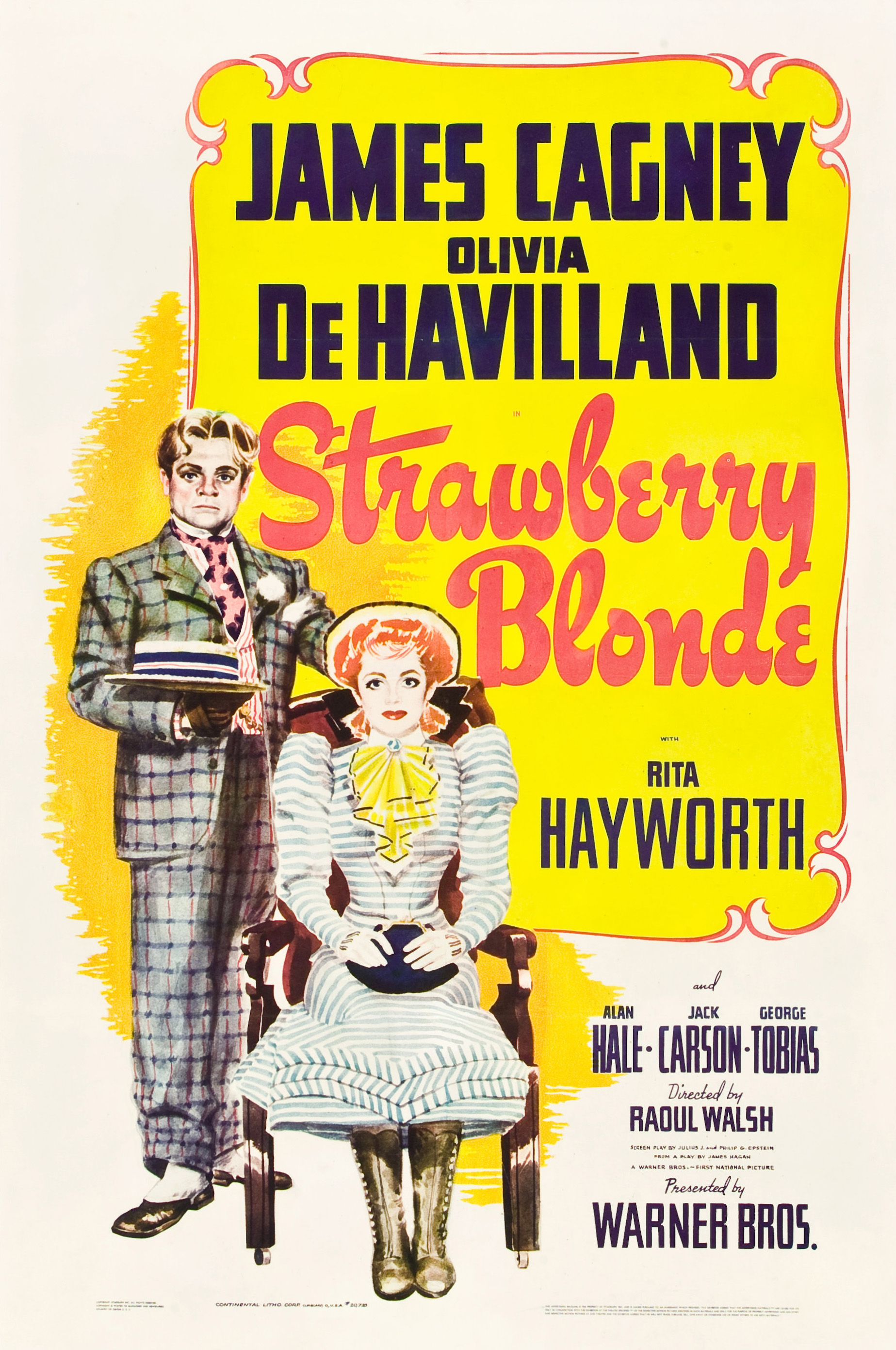
Pôster de "Uma Loira com Açúcar" (1941).

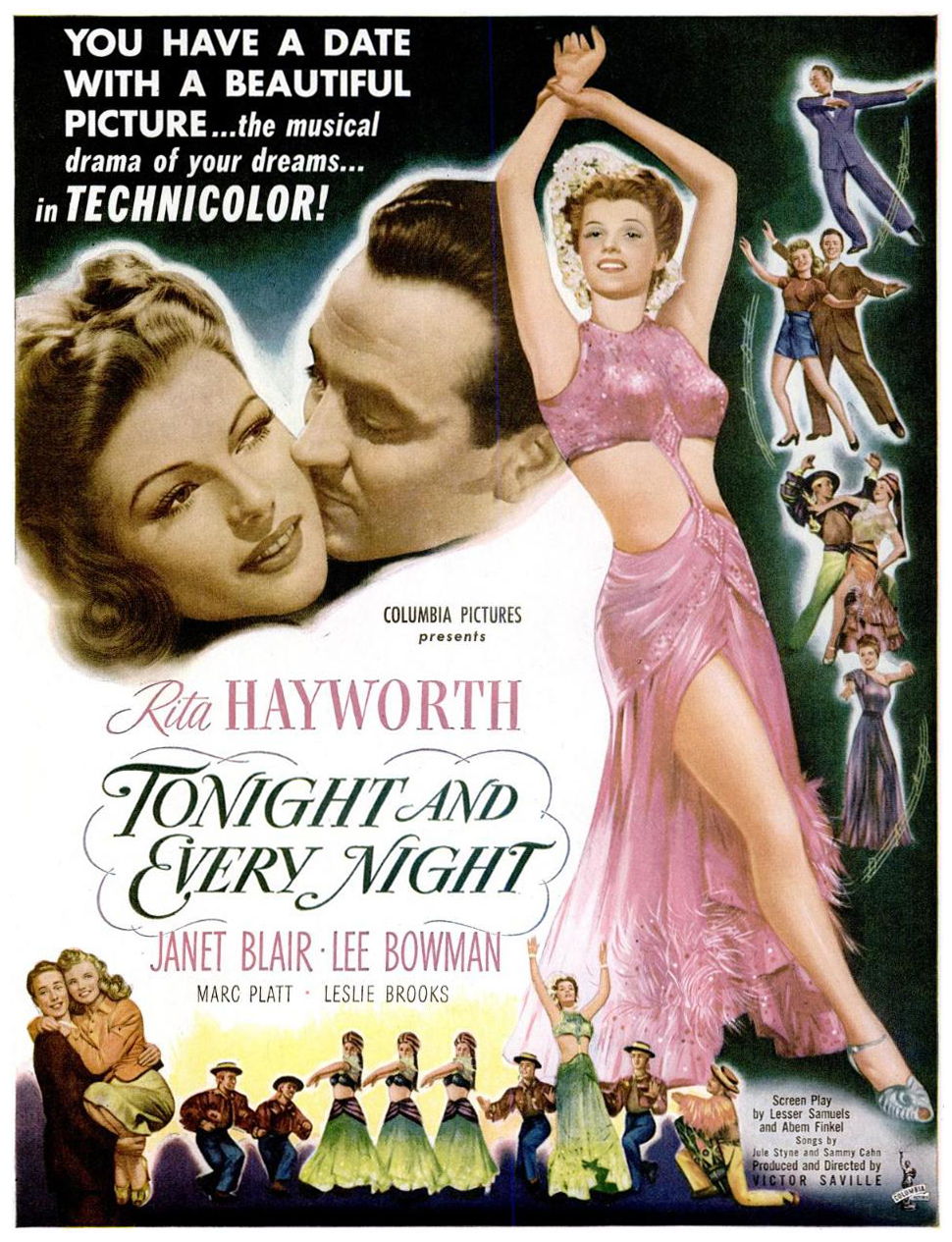
Pôster de "O Coração de Uma Cidade" (1945).

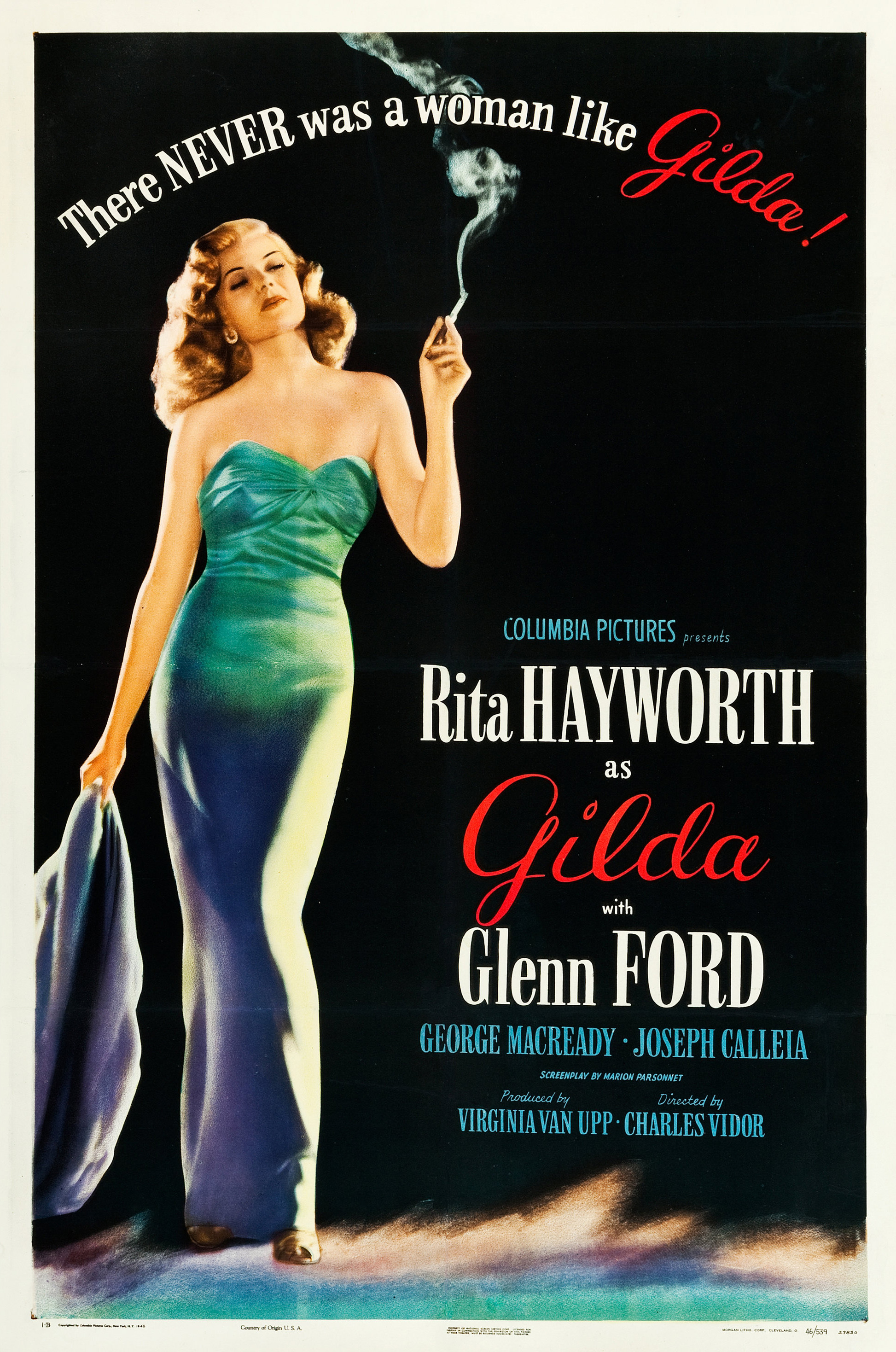
Pôster promocional de "Gilda" (1946).

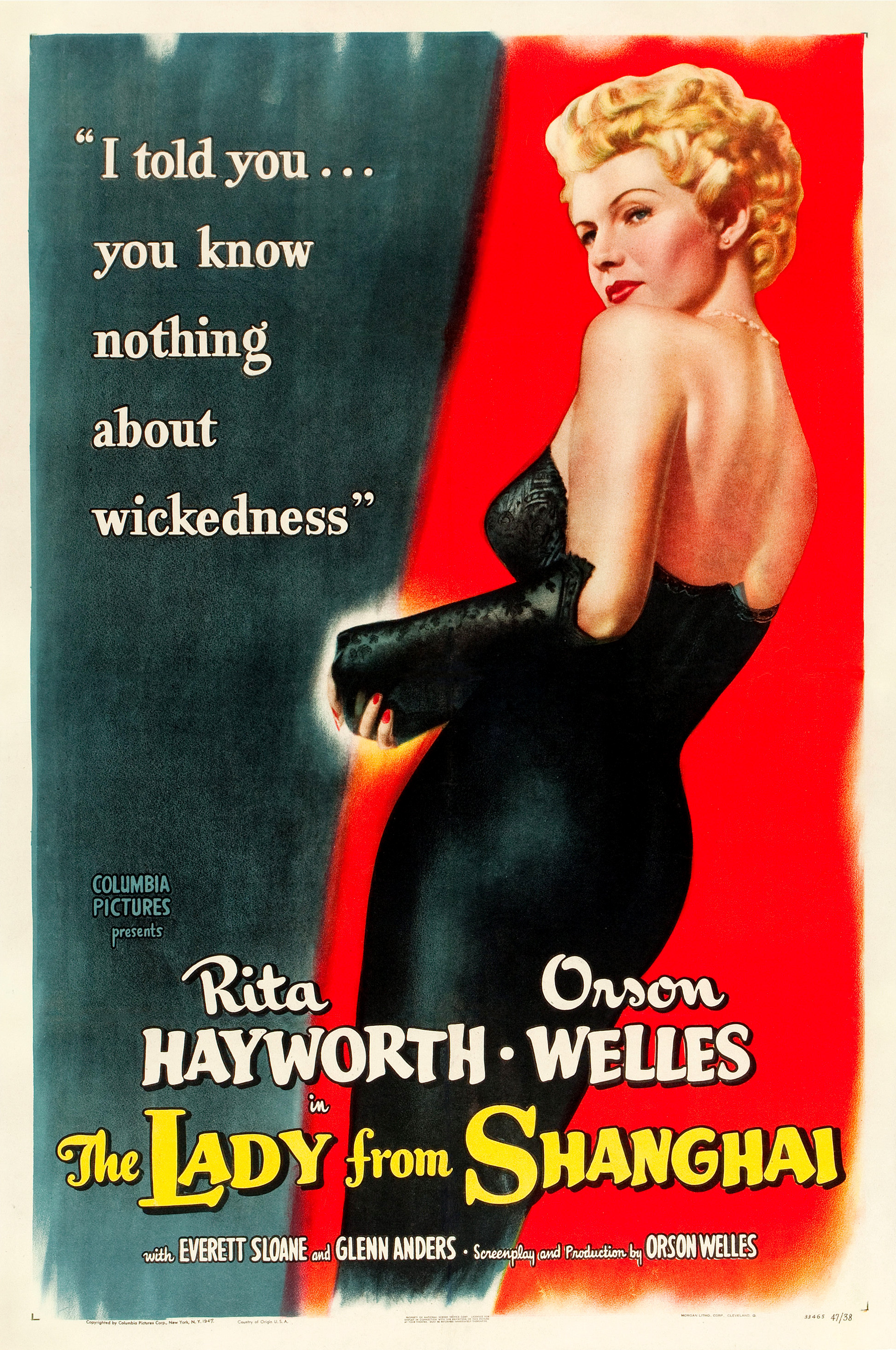
Pôster de "A Dama de Xangai" (1947).

| Ano  | Título                | Papel            | Notas                                  | Ref.  |
| ---- | --------------------- | ---------------- | -------------------------------------- | ----- |
| 1926 | La Fiesta             |                  | Curta-metragem                         | [ 5 ] |
| 1934 | Cruz Diablo           | Extra            | Não-creditada                          | [ 5 ] |
| 1935 | In Caliente           |                  |                                        | [ 5 ] |
| 1935 | Under the Pampas Moon | Carmen           |                                        | [ 6 ] |
| 1935 | Charlie Chan in Egypt | Nayda            |                                        | [ 6 ] |
| 1935 | A Nave de Satã        | Dançarina        |                                        | [ 6 ] |
| 1935 | Piernas de Seda       | Bailarina        | Não-creditada                          | [ 6 ] |
| 1935 | Hi, Gaucho!           | Dolores          | Não-creditada                          |       |
| 1935 | Paddy O'Day           | Tamara Petrovich |                                        | [ 6 ] |
| 1936 | Professional Dancer   | Dançarina cigana |                                        | [ 6 ] |
| 1936 | Human Cargo           | Carmen Zoro      |                                        | [ 6 ] |
| 1936 | O Pirata Dançarino    | Dançarina        |                                        |       |
| 1936 | Meet Nero Wolfe       | Maria Maringola  |                                        | [ 6 ] |
| 1936 | Rebellion             | Paulo Castillo   | Título alternativo: "Lady From Frisco" | [ 6 ] |
| 1937 | Old Louisiana         | Angela Gonzales  | Título alternativo: "Louisiana Gal"    | [ 6 ] |
| 1937 | Hit the Saddle        | Rita             |                                        | [ 6 ] |
| 1937 | Trouble in Texas      | Carmen Serano    |                                        | [ 6 ] |

| Ano  | Título                   | Papel                           | Notas                                                      | Ref.  |
| ---- | ------------------------ | ------------------------------- | ---------------------------------------------------------- | ----- |
| 1937 | Criminals of the Air     | Rita Owens                      | Elenco principal                                           | [ 6 ] |
| 1937 | Girls Can Play           | Sue Collins                     | Elenco principal                                           | [ 6 ] |
| 1937 | The Game That Kills      | Betty Holland                   | Elenco principal                                           | [ 6 ] |
| 1937 | O Coração Manda          | Namorada do convidado do jantar | Não-creditada                                              |       |
| 1937 | Paid to Dance            | Betty Morgan                    | Título alternativo: "Hard to Hold"; elenco principal       | [ 6 ] |
| 1937 | The Shadow               | Marie Gillespie                 | Elenco principal                                           | [ 6 ] |
| 1938 | Who Killed Gail Preston? | Gail Preston                    | Elenco principal                                           | [ 6 ] |
| 1938 | Special Inspector        | Patricia Lane                   | Título alternativo: "Across the Border"; elenco principal  | [ 6 ] |
| 1938 | There's Always a Woman   | Marry, secretária de Ketterling | Não-creditada                                              | [ 6 ] |
| 1938 | Convicted                | Jerry Wheeler                   | Elenco principal                                           | [ 6 ] |
| 1938 | Juvenile Court           | Marcia Adams                    | Elenco principal                                           | [ 6 ] |
| 1938 | The Renegade Ranger      | Judith Alvarez                  | Elenco principal                                           | [ 6 ] |
| 1939 | Homicide Bureau          | J.G. Bliss                      | Elenco principal                                           | [ 6 ] |
| 1939 | The Lone Wolf Spy Hunt   | Karen                           | Elenco principal                                           | [ 6 ] |
| 1939 | Paraíso Infernal         | Judy MacPherson                 | Elenco principal                                           | [ 6 ] |
| 1940 | Music in My Heart        | Patricia O'Malley               | Elenco principal                                           | [ 6 ] |
| 1940 | Blondie on a Budget      | Joan Forrester                  | Elenco principal                                           | [ 6 ] |
| 1940 | Uma Mulher Original      | Leonora Stubbs                  | Elenco principal                                           | [ 6 ] |
| 1940 | The Lady in Question     | Natalie Roguin                  | Elenco principal                                           | [ 6 ] |
| 1940 | Angels Over Broadway     | Nina Barona                     | Elenco principal                                           | [ 6 ] |
| 1941 | Uma Loira Com Açúcar     | Virginia Brush                  | Elenco principal                                           | [ 6 ] |
| 1941 | Affectionately Yours     | Irene Malcolm                   | Elenco principal                                           | [ 6 ] |
| 1941 | Sangue e Areia           | Doña Sol des Muire              | Elenco principal                                           | [ 6 ] |
| 1941 | Ao Compasso do Amor      | Sheila Winthrop                 | Elenco principal                                           | [ 6 ] |
| 1944 | Minha Namorada Favorita  | Sally Elliott                   | Elenco principal                                           | [ 6 ] |
| 1944 | Seis Destinos            | Ethel Halloway                  | Elenco principal                                           | [ 6 ] |
| 1944 | Bonita Como Nunca        | Maria Acuña                     | Elenco principal                                           | [ 6 ] |
| 1944 | Modelos                  | Rusty Parker / Maribelle Hicks  | Elenco principal                                           | [ 6 ] |
| 1945 | O Coração de Uma Cidade  | Rosalind Bruce                  | Elenco principal                                           | [ 6 ] |
| 1946 | Gilda                    | Gilda Mundson Farrell           | Elenco principal                                           | [ 6 ] |
| 1947 | Quando os Deuses Amam    | Terpsícore / Kitty Pendleton    | Elenco principal                                           | [ 6 ] |
| 1947 | A Dama de Xangai         | Elsa Bannister                  | Elenco principal                                           | [ 6 ] |
| 1948 | Os Amores de Carmen      | Carmen                          | Elenco principal; também produtora                         | [ 6 ] |
| 1952 | Affair in Trinidad       | Chris Emery                     | Elenco principal; também produtora                         | [ 6 ] |
| 1953 | Salomé                   | Princesa Salomé                 | Elenco principal; também produtora                         | [ 6 ] |
| 1953 | Miss Sadie Thompson      | Sadie Thompson                  | Elenco principal                                           | [ 6 ] |
| 1957 | Lábios de Fogo           | Irena                           | Elenco principal                                           | [ 6 ] |
| 1957 | Meus Dois Carinhos       | Vera Prentice-Simpson           | Elenco principal                                           | [ 6 ] |
| 1958 | Vidas Separadas          | Ann Shankland                   | Elenco principal                                           | [ 6 ] |
| 1959 | They Came to Cordura     | Adelaide Geary                  | Elenco principal                                           | [ 6 ] |
| 1959 | The Story On Page One    | Josephine Brown / Jo Morris     | Elenco principal                                           | [ 6 ] |
| 1961 | O Sétimo Mandamento      | Eve Lewis                       | Elenco principal, também produtora                         | [ 6 ] |
| 1964 | O Mundo do Circo         | Lili Alfredo                    | Elenco principal                                           | [ 6 ] |
| 1965 | The Money Trap           | Rosalie Kenny                   | Elenco principal                                           |       |
| 1967 | The Rover                | Caterina                        | Título alternativo: "L'avventuriero"; elenco principal     |       |
| 1968 | The Bastard              | Martha                          | Título alternativo: "I bastardi"; elenco principal         |       |
| 1970 | Road to Salina           | Mara                            | Título alternativo: "La route de Salina"; elenco principal |       |
| 1970 | The Naked Zoo            | Sra. Golden                     | Elenco principal                                           | [ 6 ] |
| 1972 | The Wrath of God         | Señora De La Plata              | Elenco principal                                           | [ 6 ] |

## Televisão
| Ano  | Título                     | Papel         | Notas              | Ref.  |
| ---- | -------------------------- | ------------- | ------------------ | ----- |
| 1966 | The Poppy is Also a Flower | Monique Marko | Telefilme          | [ 6 ] |
| 1971 | The Carol Burnett Show     | Ela mesma     | 1 episódio: "4.20" |       |
| 1971 | Rowan & Martin's Laugh-In  | Ela mesma     | 1 episódio: "5.3"  |       |